# Доувър (Делауеър)
Вижте пояснителната страница за други значения на Доувър.
Доувър (на английски: Dover) е град и столица на щата Делауеър в САЩ. Доувър е с население от 34 288 жители (2005) и обща площ от 58,80 км² (22,70 мили²). Доувър е и окръжен център на окръг Кент. Градът е кръстен на град Доувър в Англия от Уилям Пен и е основан от него през 1683 г.

## Икономика
Най-голям работодател в града, а и в целия щат е правителственият сектор. Доувър е седалище на щатската администрация, както и на Върховния съд на Делауеър. Близо до града е разположена и база на военновъздушните сили, която също е основен работодател за местните жители.
Два пъти годишно, Доувър е домакин и на състезания от сериите НАСКАР, което носи милиони долари в икономиката на града.